# پتیبون (داکوتای شمالی)
پتیبون(به انگلیسی: Pettibone) شهری در ایالت داکوتای شمالی کشور ایالات متحده آمریکا است که جمعیت آن در سرشماری سال ۲۰۱۰ میلادی، ۷۰ نفر بوده‌است.